# Sceloporus megalepidurus
Sceloporus megalepidurus este o specie de șopârle din genul Sceloporus, familia Phrynosomatidae, descrisă de Smith 1934. A fost clasificată de IUCN ca specie vulnerabilă.

## Subspecii
Această specie cuprinde următoarele subspecii:
- S. m. megalepidurus
- S. m. halli
- S. m. pictus